# Ilwaco (Washington)
Ilwaco es una ciudad ubicada en el condado de Pacific en el estado estadounidense de Washington. En el año 2000 tenía una población de 950 habitantes y una densidad poblacional de 178,2 personas por km².

## Geografía
Ilwaco se encuentra ubicada en las coordenadas 46°18′45″N 124°1′47″O / 46.31250, -124.02972.

## Demografía
Según la Oficina del Censo en 2000 los ingresos medios por hogar en la localidad eran de $29.623, y los ingresos medios por familia eran $34.934. Los hombres tenían unos ingresos medios de $29.821 frente a los $21.442 para las mujeres. La renta per cápita para la localidad era de $16.138. Alrededor del 16,3% de la población estaban por debajo del umbral de pobreza.